# سوسک‌های کرگدنی
سوسک‌های کرگدنی (نام علمی: Dynastinae) زیرخانواده‌ای از تیرهٔ سرگین‌چرخانان هستند. در بخش‌هایی از آسیا از این سوسک‌ها به عنوان حیوان خانگی استفاده می‌کنند.

## برخی گونه‌ها
- سوسک اطلس
- گاوسوسک
- سوسک سیاه آفریقایی
- سوسک فیلی
- سوسک کرگدنی پنج‌شاخ
- سوسک کرگدنی ژاپنی
- سوسک کرگدنی سه‌شاخ
- سوسک مبارز
- سوسک کرگدنی اروپایی
- سوسک هرکول شرقی
- سوسک هرکول غربی
- سوسک هرکول